# Право частной собственности
Право частной собственности обычно рассматривается среди основных прав человека.
Всеобщая декларация прав человека (статья 17) предусматривает, что каждый человек имеет право владеть имуществом как единолично, так и совместно с другими, и никто не должен быть произвольно лишен своего имущества.
Статья 1 Протокола № 1 к Европейской конвенции по правам человека от 20.03.1952 г. предусматривает, что каждое физическое или юридическое лицо имеет право на уважение своего имущества (possessions). Никто не может быть лишен своего имущества иначе как в интересах общества и на условиях, предусмотренных законом и общими принципами международного права. При этом указывается, что предыдущие положения не умаляют права государства обеспечивать выполнение таких законов, какие ему представляются необходимыми для осуществления контроля над использованием собственности в соответствии с общими интересами или для обеспечения уплаты налогов или других сборов или штрафов.
Статья 35 Конституции РФ предусматривает, что:
- Право частной собственности охраняется законом.
- Каждый вправе иметь имущество в собственности, владеть, пользоваться и распоряжаться им как единолично, так и совместно с другими лицами.
- Никто не может быть лишен своего имущества иначе как по решению суда. Принудительное отчуждение имущества для государственных нужд может быть произведено только при условии предварительного и равноценного возмещения.
- Право наследования гарантируется.

Законодательство России и других стран допускает в ряде случаев принудительное прекращение права собственности как в судебном, так и во внесудебном порядке.
В судебном порядке производятся конфискация, принудительный выкуп земельного участка для государственных и муниципальных нужд, изъятие земельного участка, используемого с нарушением законодательства, принудительный выкуп бесхозяйственно содержимых культурных ценностей и домашних животных при ненадлежащем обращении с ними, обращение взыскания на имущество по обязательствам.
Национализация и реквизиция осуществляются во внесудебном порядке. Обращение взыскания на имущество также может осуществляться во внесудебном порядке, по исполнительной надписи нотариуса.
Однако во всех вышеуказанных случаях, кроме конфискации, которая является наказанием за преступление или административное правонарушение, и обращения взыскания на имущество по обязательствам собственника, собственник должен получить денежную компенсацию.
Штраф, который также является лишением собственности, может как наказание за административное правонарушение налагаться и во внесудебном порядке, но в таком случае лицо, на которое наложен штраф, если оно не желает уплачивать его добровольно, вправе обжаловать решение о его наложении в суд.
Европейский суд по правам человека указал, в частности по делу «Буцев против России» (2005 г.), что «требование» может представлять собой «имущество» по смыслу статьи 1 Протокола № 1 к Европейской конвенции по правам человека в случае, если в достаточной мере установлено, что оно может быть юридически реализовано и поэтому невозможность для заявителя в течение существенного срока добиться исполнения судебного решения, которым ему была присуждена компенсация за вред здоровью, причиненный в результате участия в ликвидации последствий аварии на Чернобыльской АЭС, представляет собой вмешательство в его право на беспрепятственное пользование своим имуществом.
В соответствии с правовой позицией, выработанной в Постановлении Конституционного Суда Российской Федерации от 13 декабря 2001 г. № 16-П по делу о проверке конституционности части второй статьи 16 Закона города Москвы «Об основах платного землепользования в городе Москве» от 16 июля 1997 года статьей 35 Конституции РФ гарантируется защита не только права собственности, но и таких имущественных прав, как право постоянного (бессрочного) пользования или пожизненного наследуемого владения земельным участком. Поэтому положения о том, что гражданам — домовладельцам, постоянно зарегистрированным в принадлежащих им на праве собственности домах, расположенных на земельных участках на территории города Москвы, предоставляется право пожизненного наследуемого владения этими земельными участками и в пределах Московской кольцевой автомобильной дороги размер таких участков ограничивается площадью 0,06 гектара, а за её пределами — 0,12 гектара, сверх же указанных площадей земельные участки предоставляются в аренду, противоречит Конституции, так как лишает заявителя, гражданку, имущественные права на участок которой площадью 0,2291 гектара, принадлежали её семье с 1824 года, права на постоянное (бессрочное) пользование частью этого участка.
Интересным является вопрос о том, является ли лишением имущества запрет его использовать. Например, О. П. Бовиной не было выдано разрешение на строительство жилого дома на принадлежащем ей земельном участке в городе Слюдянке и отказ был мотивирован несоответствием строительства жилого дома «разрешенному использованию» данного земельного участка. Проектом детальной планировки города Слюдянки было предусмотрено долгосрочное резервирование земель под муниципальные нужды — размещение объектов общественно-культурного центра. Конституционный суд РФ отказал Бовиной в принятии к рассмотрению её жалобы.
Однако Верховный суд США принял иное решение по аналогичному делу. В 1988 г. законодательное собрание Южной Каролины приняло закон о запрете строительства в прибрежной зоне, где строениям может угрожать эрозия берега. Дэвид Лукас, который до этого приобрел два участка в прибрежной зоне для строительства, обжаловал применение к нему этого закона, и Верховный суд США в 1992 г. постановил, что если закон фактически запрещает любое использование земли, то собственнику земли должна быть выплачена компенсация на основании Пятой поправки к Конституции США, которая гласит, что частная собственность не может быть изъята для общественного использования без справедливой компенсации.